# Arkipelag La Maddalena
Arkipelag La Maddalena (italiensk: Arcipelago della Maddalena) er en øgruppe i Bonifaciostrædet mellem Korsika og Sardinien i Italien. Den består af syv større øer og flere småøer.

## Geografi
Den største ø er La Maddalena og de andre seks øer er (fra størst til mindst): Caprera, Spargi, Santo Stefano, Santa Maria, Budelli og Razzoli. Kun Maddalena, Caprera og S. Stefano er beboet.
Maddalenaøerne ligger nær det kendte turiststed Costa Smeralda og har det samme krystalklare vand og granitklipper. Øerne har ògså et rigt dyreliv. Øerne er en del af nationalparken Nationalpark Arkipelag La Maddalena.

## Historie
Øerne har været beboet siden forhistorisk tid. Romerne kaldte øerne for Cunicularia og de var et travlt søfartområde i det andet og første årtusind f.Kr. Arkipelag La Maddalena har altid været strategisk vigtige og var årsagen til en strid mellem Republikken Pisa og Republikken Genova i 1200-tallet. Dette førte til at de blev forladt i lange tider før hyrder fra Korsika slog sig ned her sammen med med de første bosættere på Sardinien i 1500-tallet. Napoléon Bonaparte, Admiral Nelson og særlig Giuseppe Garibaldi havde alle historiske bånd til dette område.

## I dag
I dag har NATO en flådebase med amerikanske atomubåde på St. Stefano. Administrativt hører øerne til Olbia-Tempio efter at de blev flyttet fra Sassari i 2005. Der er færgeforbindelse fra Palau på Sardinien til La Maddalena. Der er hun veje på La Maddalena og Caprera.